# Clinton Mata
Clinton Mata Pedro Lourenço (* 7. November 1992 in Verviers) ist ein angolanisch-belgischer Fußballspieler. Der Rechtsverteidiger steht seit Juli 2023 bei Olympique Lyon unter Vertrag.

## Karriere

### Verein
Clinton Mata wurde in Verviers in Osten von Belgien unweit der deutschen Grenze geboren und spiele in der Jugend für diverse unterklassige Vereine, ehe er 2010 vom CS Visé in den Nachwuchs der KAS Eupen wechselte. Am 17. Februar 2012 debütierte er beim 2:1-Sieg gegen Waasland-Beveren in der zweiten belgischen Liga für die Profimannschaft. Nachdem Mata anfänglich nicht immer in der Startelf stand, eroberte er sich in der Rückrunde der Saison 2013/14 einen Stammplatz und qualifizierte sich mit der KAS Eupen als Vizemeister für die Endrunde um den Aufstieg in die erste belgische Liga, welcher im letzten Spiel gegen Oud-Heverlee Leuven mit einer 1:2-Auswärtsniederlage verspielt wurde. In der Sommerpause 2014 wechselte er zum Erstligisten Sporting Charleroi, wo er wie zuvor in Eupen die Reservistenrolle innehatte, bevor er sich dann in der Rückrunde der Saison 2015/16 einen Stammplatz erkämpfte. Als Gruppensieger der Play-off 2 qualifizierte sich Sporting Charleroi für das Entscheidungsspiel um die Teilnahme am Finale für die Qualifikation für die UEFA Europa League. Dieses gewann Mata mit seinem Klub gegen KV Kortrijk, verlor allerdings im Finale (Europa-League-Play-off) gegen den KRC Genk. Die Folgesaison bedeutete der Durchbruch von Clinton Mata im Trikot von Sporting Charleroi, und im August 2017 wechselte er auf Leihbasis zum KRC Genk.
Dort gehörte er zu den Stammspielern, hatte allerdings in manchen Partien nicht zum Kader gehört. Mit Genk qualifizierte sich Mata für die UEFA Europa League, nachdem im entscheidenden Spiel der SV Zulte Waregem mit 2:0 geschlagen wurde. Daraufhin schloss er sich dem Meister FC Brügge an, gab allerdings aufgrund einer Operation erst am neunten Spieltag im Stadtduell gegen Cercle Brügge. Sofern er nicht verletzt war, gehörte Clinton Mata zu den gesetzten Spielern und wurde mit den Brüggern Vizemeister, zudem kam er in der UEFA Champions League zum Einsatz (unter anderem gegen Borussia Dortmund). In der Folgesaison gelang Clinton Mata der Durchbruch, als er in 25 von 29 möglichen Ligaspielen bis zum Abbruch der Saison 2019/20 infolge der COVID-19-Pandemie zum Einsatz kam, dabei ein Tor schoss und mit dem FC Brügge die belgische Meisterschaft gewann. Zudem stand er in 10 Europapokal- und 5 nationalen Pokalspielen auf dem Platz. In der Saison 2020/21 bestritt Mata 39 von 40 mögliche Ligaspiele, in denen er ein Tor schoss. Lediglich in einem Spiel fehlte er, bei dem er wegen fünf gelber Karten nicht spielberechtigt war. Dazu kamen zwei Pokal- und acht Europapokal-Spiele.
Auch in der Folgesaison 2021/22 wurde er mit 38 von 40 möglichen Ligaspielen in fast allen Spielen eingesetzt sowie in allen sechs Champions-League-Spielen, in allen fünf Pokalspielen und im gewonnenen Spiel um den belgischen Supercup, in dem er ein Tor schoss. In der nächsten Saison waren 25 von 40 möglichen Ligaspielen, in den er ein Tor schoss, ein Pokalspiel, drei Spiele in der Champions League und erneut das gewonnene Spiel um den Supercup. Anfang Juli 2023 wechselte er zum französischen Erstligisten Olympique Lyon, bei dem er einen Vertrag bis zum Ende der Saison 2025/26 unterschrieb.

### Nationalmannschaft
Am 10. September 2014 debütierte Clinton Mata in Luanda beim 0:3 in der Qualifikation zum Afrika-Cup 2015 gegen Burkina Faso für die angolanische Nationalmannschaft. Später kam er in den Qualifikationsrunden für die Afrika-Cup-Ausgaben 2015 und 2017 zum Einsatz. Sein vorerst letztes Spiel für die angolanische Nationalmannschaft absolvierte Mata am 5. Juni 2016 beim 1:3 in Bangui gegen die Zentralafrikanische Republik in der Qualifikation für den Afrika-Cup 2017. Dann wurde Mata acht Jahre nicht mehr berücksichtigt, ehe er am 7. Juni 2024 beim 1:0-Heimsieg in der WM-Qualifikation gegen Eswatini wieder auf den Platz stand.

## Erfolge
- Belgischer Meister: 2020, 2021, 2022
- Belgischer Superpokalsieger: 2021, 2022